# Sojombo-Schrift

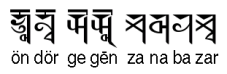
Beispiel der Silbenkombination, der Name des legendären Entwickler Öndör Gegen Dsanabadsar

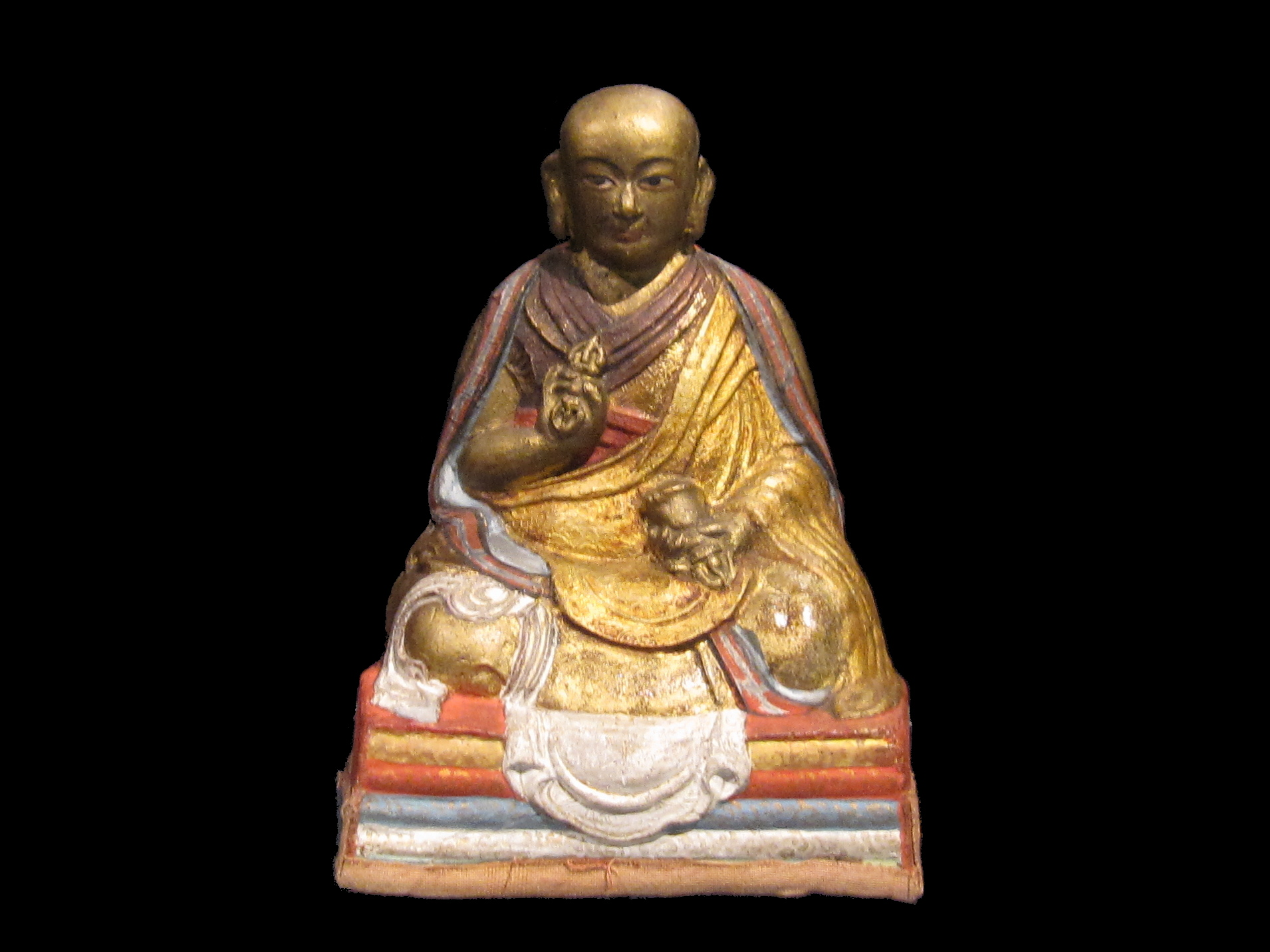
Traditionellen Überlieferungen zufolge soll Dsanabadsar die Soyombo-Schrift entwickelt haben

Die Sojombo-Schrift (mongolisch Соёмбо бичг, sojombo bitschg) ist eine Silbenschrift (Abugida), welche 1686 vom mongolischen Mönch und Gelehrten Dsanabadsar entwickelt wurde, um Mongolisch zu schreiben.
Sie kann aber auch für Tibetisch und Sanskrit verwendet werden. 
Ein besonderes Zeichen der Schrift, das Sojombo-Symbol, ist zu einem nationalen Symbol der Mongolei geworden, welches seit 1921 in der Staatsflagge und seit 1992 im Staatswappen enthalten ist.

## Entstehung
Die Sojombo-Schrift war das vierte mongolische Schriftsystem und entstand vermutlich im Jahr 1686, d. h. nur 40 Jahre nach der Erfindung der Klaren Schrift.
Laut einer Legende soll Dsanabadsar eines Nachts am Himmel buchstabenähnliche Zeichen gesehen haben, aus welchen er dann seine neue Schrift entwickelte.
Der Name der Schrift nimmt auf diese Geschichte Bezug. Er ist eine Abwandlung des Sanskrit-Wortes Svayambhu, welches „aus sich selbst entstanden“ heißt.
In Wirklichkeit basiert das Silbensystem auf dem Alphabet der Devanagari-Schrift und die Grundform der Zeichen lehnt sich an die indische Lantsa-Schrift (Ranjana) an. Details der einzelnen Zeichen erinnern an die Mongolische Schrift und die Orchon-Runen. Es ist unklar, ob Dsanabadsar das Sojombo-Symbol selber entwarf oder ob es schon vorher existierte.

## Verwendung
Dsanabadsar hatte die Schrift für die Übersetzung von buddhistischen Texten aus dem Sanskrit oder dem Tibetischen geschaffen und sie mit seinen Schülern auch ausgiebig so eingesetzt. Dieser Aufgabe geschuldet war die Komplexheit der Schrift, die es ermöglicht, andere Schriften und Sprachen exakt wiederzugeben. Um sich als Alltagsschrift durchzusetzen, war sie aber zu kompliziert zu schreiben. Zudem bedeutete die Exaktheit der Sojombo-Schrift, dass mit ihr die mongolischen Dialekte unterschiedlich geschrieben wurden, was zu Verständigungsproblemen führte. Hier war die klassische mongolische Schrift im Vorteil. 
Die Sojombo-Schrift wurde bei den Ostmongolen in erster Linie für zeremonielle Zwecke als Prachtschrift verwendet. Heute wird die Schrift nicht mehr aktiv benutzt. Man findet sie (neben historischen Texten) vor allem noch in Tempelinschriften und auf Gebetsmühlen. Sie hat auch für die Sprachwissenschaft Bedeutung, da sich an ihr einige Entwicklungen der mongolische Sprache ablesen lassen, wie z. B. die Entstehung der langen Vokale.

## Form
Die Sojombo-Schrift war die erste mongolische Schrift, welche horizontal von links nach rechts geschrieben wurde, im Gegensatz zur vertikalen Schreibweise früherer Schriften. Wie bei der tibetischen und vielen indischen Schriften hängen die Zeichen unter einem horizontalen Element, welches optisch die Zeile zusammenhält.
Die beiden Varianten des Sojombo-Symbols dienen als Sonderzeichen, um Anfang und Ende eines Textes zu kennzeichnen. Zwei seiner Elemente (das obere Dreieck und der rechte vertikale Balken) dienen als winkelförmiges Grundgerüst für die anderen Zeichen.
Die Silben werden innerhalb dieses Gerüstes durch ein bis drei Elemente zusammengesetzt. Der erste Konsonant wird oben innerhalb des Winkels dargestellt.
Der Vokal wird durch eine Markierung über dem Zeichen ausgedrückt, mit Ausnahme von u und ü, welche unten in der Mitte markiert werden.
Ein zweiter Konsonant wird in kleinerer Form unten innerhalb des Winkels an den Balken angehängt und drängt evtl. die Markierung für u oder ü etwas nach links.
Für die Kennzeichnung langer Vokale wird unten am vertikalen Balken ein kurzer schräger Strich angesetzt. Für die zwei Diphthonge gibt es eine geschwungene resp. gezackte Markierung rechts des vertikalen Balkens.

## Alphabet

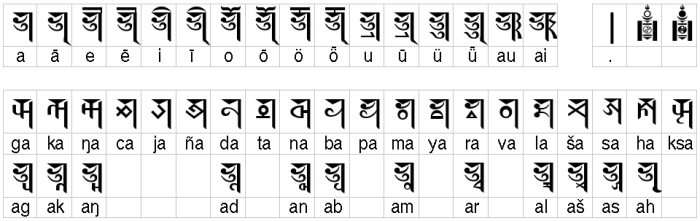
Die mongolischen Zeichen der Sojombo-Schrift. Die obere Zeile enthält Vokale und Sonderzeichen, darunter stehen Anfangs- und Endkonsonanten.

Das erste Zeichen des Alphabets stellt ein alleinstehendes kurzes a dar. Für die anderen alleinstehenden Vokale wird das gleiche Zeichen zusammen mit einer Vokalmarkierung verwendet. Alle anderen Hauptzeichen sind Konsonanten. Wenn ein Konsonant keine Vokalmarkierung enthält, dann wird die Silbe implizit mit einem a vervollständigt.
Mit 20 Konsonanten und 14 Vokalen sind theoretisch fast 4000 Kombinationen möglich, welche aber nicht alle genutzt werden. Für das Schreiben von Tibetisch oder Sanskrit kommen noch weitere Zeichen und Markierungen hinzu.
Als Satzzeichen gibt es neben dem Sojombo-Symbol einen Punkt, welcher als vertikaler Balken dargestellt wird. Bei Inschriften sieht man häufig einen hochgestellten Punkt (auf der Höhe des oberen Dreiecks) als Worttrenner.

## Unicode
Die Sojombo-Schrift ist erst in der Version 10.0 des Unicode-Standards enthalten. Dort ist dafür der Bereich U+11A50-11AAF der Ebene 1 definiert.